# سیارک ۱۵۸۲
سیارک ۱۵۸۲ (به انگلیسی: 1582 Martir، نامگذاری:1950LY) هزار و پانصد و هشتاد و دومین سیارک کشف شده‌است که در ۱۵ ژوئن ۱۹۵۰ کشف شد.
قدر مطلق سیارک برابر ۱۰٫۹۰ است.